# Liste der Naturdenkmäler in Twistetal
Die Liste der Naturdenkmäler in Twistetal nennt die in der Gemeinde Twistetal im Landkreis Waldeck-Frankenberg in Hessen gelegenen Naturdenkmäler. Sie sind nach den §§ 28, 22 des Hessischen Gesetzes über Naturschutz und Landschaftspflege sowie § 12 des Hessischen Ausführungsgesetzes zum Bundesnaturschutzgesetz geschützt.
| Bild | Bezeichnung               | Ortsteil, Lage                                | Beschreibung | Art       | Nr.      |
| ---- | ------------------------- | --------------------------------------------- | --- | --------- | -------- |
| BW   | Orchideenstandort         | Berndorf 51° 18′ 33,9″ N, 8° 52′ 57,7″ O      | 0,37 Hektar große botanisch wertvolle Fläche mit Orchideenvorkommen ca. 1,3 km westlich von Berndorf.                                                  |           | 17 001   |
| BW   | alte Eiche                | Berndorf 51° 18′ 44″ N, 8° 56′ 3,2″ O         | Alte Eiche im angrenzenden Wald südlich des Hofguts Rocklinghausen westlich von Berndorf.                                                              | Eiche     | 17 002   |
| BW   | Hute-Eiche „Waldschmiede“ | Elleringhausen 51° 19′ 32,4″ N, 9° 2′ 16,6″ O | Große alte Eiche direkt am Abzweig zum Gasthaus „Waldschmiede“ an der K 9 östlich von Elleringhausen.                                                  | Eiche     | 17 003   |
| BW   | Orchideenstandort         | Mühlhausen 51° 20′ 6″ N, 8° 52′ 58,4″ O       | 0,27 Hektar große botanisch wertvolle Fläche mit Orchideenvorkommen ca. 1,5 km westlich von Mühlhausen.                                                |           | 17 004   |
| BW   | Märzenbecherstandorte     | Mühlhausen 51° 20′ 0″ N, 8° 53′ 18,1″ O       | 1,13 Hektar große Fläche mit Standorten für Märzenbecher, andere Frühjahrsblüher und Laubwäldern auf Kalkgestein ca. 1 km westlich von Mühlhausen.     |           | 17 005-1 |
| BW   | Märzenbecherstandorte     | Mühlhausen 51° 19′ 53,1″ N, 8° 53′ 25,4″ O    | 1,13 Hektar große Fläche mit Standorten für Märzenbecher, andere Frühjahrsblüher und Laubwäldern auf Kalkgestein ca. 1 km westlich von Mühlhausen.     |           | 17 005-2 |
| BW   | alte Steinbrüche          | Mühlhausen 51° 20′ 26,4″ N, 8° 53′ 23,7″ O    | 2,54 Hektar großer steiler, südwestexponierter Hang mit zum Teil altem Laubmischwald, Magerrasen, Tümpel und Steinbrüchen nordwestlich von Mühlhausen. |           | 17 006   |
| BW   | Blutbuche                 | Twiste 51° 20′ 12,8″ N, 8° 57′ 59,6″ O        | Seltener Solitärbaum bei Pfarrhaus an der (B 252) Ortsdurchfahrt Twiste.                                                                               | Blutbuche | 17 007   |
| BW   | Ulme                      | Twiste 51° 20′ 15,5″ N, 8° 57′ 59,3″ O        | Alte Friedhofsulme beim alten Friedhof in Twiste. | Ulme      | 17 008   |

## Belege
1. ↑  
Anlage 1 zur Verordnung zum Schutze der Naturdenkmäler im Landkreis Waldeck-Frankenberg. (pdf; 374 kB) Landkreis Waldeck-Frankenberg, 18. März 2013, abgerufen am 24. Januar 2016.
2. ↑  
Verordnung zum Schutze der Naturdenkmäler im Landkreis Waldeck-Frankenberg. (pdf; 1,42 MB) Landkreis Waldeck-Frankenberg, 18. März 2013, abgerufen am 24. Januar 2016.
3. ↑  Details 17 001
4. ↑  Details 17 002
5. ↑  Details 17 003
6. ↑  Details 17 004
7. ↑  Details 17 005-1
8. ↑  Details 17 005-2
9. ↑  Details 17 006
10. ↑  Details 17 007
11. ↑  Details 17 008

- Karte mit allen Koordinaten:
- OSM |
- WikiMap